# Pauline Starke (judoka)
Pauline Starke (31 de julio de 1997) es una deportista alemana que compite en judo.
En los Juegos Europeos obtuvo dos medallas, bronce en Minsk 2019 (–57 kg) y plata en Cracovia 2023 (equipo mixto). Ganó una medalla de bronce en el Campeonato Europeo de Judo de 2019, en la categoría de –57 kg.

## Palmarés internacional
| Juegos Europeos    | Juegos Europeos         | Juegos Europeos   | Juegos Europeos |
| Año                | Lugar                   | Medalla           | Categoría       |
| ------------------ | ----------------------- | ----------------- | --------------- |
| 2019               | Minsk (Bielorrusia)     | Medalla de bronce | –57 kg          |
| 2023               | Krynica-Zdrój (Polonia) | Medalla de plata  | Equipo mixto    |
| Campeonato Europeo |                         |                   |                 |
| Año                | Lugar                   | Medalla           | Categoría       |
| 2019               | Minsk (Bielorrusia)     | Medalla de bronce | –57 kg          |